# Mikołaj Stanisław Politalski
Mikołaj Stanisław Politalski herbu Ostoja (zm. przed 1705) –  pisarz i sędzia grodzki ostrzeszowski, podstoli wiski, dziedzic wsi: Szczypiorno, Boczków, Piekart, Świercze (dziś nie istnieje) i części Niemojewa.

## Życiorys
Mikołaj Stanisław Politalski był synem Waleriana i Marianny z Żeromskich. Jego małżonką była Teresa z Blińskich, córka Łukasza i Marianny Boguckiej, wdowa po Franciszku Sczypierskim, jedyna dziedziczka miasta Stęszew z wsiami: Witobel, Krąplewo, Trzcielin i Wielkie Dębno. Dobra te Politalska sprzedała w 1681 roku Janowi z Łagowca Szczanieckiemu. W roku 1684 Mikołaj Politalski kupił od ks. Andrzeja Szczypierskiego (syna Teresy Blińskiej z pierwszego małżeństwa) dobra Szczypiorno i Boczków za 34 000 zł. W 1692 roku sprzedał Świercze i części Niemojewa za 10 000 zł. Stanisławowi Wierusz Niemojewskiemu. Nie żył już w 1705 roku, kiedy jego małżonka Teresa z Blińskich zapisała sumę 2000 zł. Pawłowi z Gaszyna Wierzchleyskiemu.